# Kanksa
Kanksa (o Kaksa) è una suddivisione dell'India, classificata come census town, di 16.532 abitanti, situata nel distretto di Bardhaman, nello stato federato del Bengala Occidentale. In base al numero di abitanti la città rientra nella classe IV (da 10.000 a 19.999 persone).

## Geografia fisica
La città è situata a 23° 28' 0 N e 87° 28' 0 E e ha un'altitudine di 62 m s.l.m..